# スーパーロボット大戦BX
『スーパーロボット大戦BX』（スーパーロボットたいせんビーエックス）は、バンダイナムコエンターテインメントより2015年8月20日に発売されたニンテンドー3DS用ゲームソフト。
キャッチコピーは「世代を超える、鋼の意思」。

## 概要
SDで表現されたロボットたちが競演するクロスオーバー作品「スーパーロボット大戦シリーズ」の一つ。ニンテンドー3DS用タイトルとしては2作目となる。ニンテンドー3DSで発売された1作目『スーパーロボット大戦UX』（以下『UX』）と、系列が同じということでタイトルを似せているが、ストーリーに関連は無く独立した作品である。タイトルの「BX」は「未知のものを照らす光」という意味の造語。いくつかあった候補の中から、最終的に響きのいい「BX」に決めたという。
Newニンテンドー3DSに対応しており、戦闘アニメーションをニンテンドー3DSより高速フレームレートで鑑賞できる他、『UX』よりも画面の解像度が向上している。

## 参戦作品

### 一覧
★はシリーズ初参戦作品。
- 聖戦士ダンバイン
- 聖戦士ダンバイン New Story of Aura Battler Dunbine[† 1]
- ★巨神ゴーグ
- 絶対無敵ライジンオー
- 勇者王ガオガイガー
- ★機甲界ガリアン
- ★SDガンダム外伝
- 機動戦士ガンダムUC
- 劇場版 機動戦士ガンダム00 -A wakening of the Trailblazer-
- ★機動戦士ガンダムAGE
- 劇場版マクロスF 〜イツワリノウタヒメ〜
- 劇場版マクロスF 〜サヨナラノツバサ〜
- ★マクロス30 〜銀河を繋ぐ歌声〜
- 真マジンガー 衝撃! Z編
- マジンカイザーSKL
- 機動戦艦ナデシコ

### 解説
全16作品。そのうち新規作品は5作品。なお『聖戦士ダンバイン New Story of Aura Battler Dunbine』は、機体のみの登場。
全4部で構成される『機動戦士ガンダムAGE』は、第3部のキオ編以降を扱う。また『SDガンダム外伝』は、『UX』で登場した『SDガンダム三国伝 Brave Battle Warriors』が好評だったことを踏まえての参戦となる。任天堂携帯ゲーム機シリーズでは『スーパーロボット大戦D』以来12年ぶりとなる宇宙世紀を舞台とした作品（『機動戦士ガンダムUC』）が参戦した。
『勇者王ガオガイガー』のキングジェイダーの武装「ジェイダーヘルアンドヘブン」では、ゲーム『勇者王ガオガイガー BLOCKADED NUMBERS』に登場した、シルバリオンハンマーを使う演出がある。
『マジンカイザーSKL』には、マジンカイザーSKLの武装「インフェルノギガブラスター」など、漫画『マジンカイザーSKLヴァーサス』の要素も含んでいる。またダイナミックプロの監修の元『真マジンガー 衝撃! Z編』からは、暗黒大将軍が本格的に登場する。

### パッケージ登場機体
- ナデシコ、エステバリス（アキト機・0G戦フレーム）（機動戦艦ナデシコ）
- マジンガーZ（真マジンガー 衝撃! Z編）
- マジンカイザーSKL（マジンカイザーSKL）
- ガオガイガー（勇者王ガオガイガー）
- ユニコーンガンダム（デストロイモード）（機動戦士ガンダムUC）
- YF-29 デュランダル（劇場版マクロスF 〜サヨナラノツバサ〜）
- YF-30 クロノス（マクロス30 〜銀河を繋ぐ歌声〜）
- ダンバイン（聖戦士ダンバイン）
- ガリアン（機甲界ガリアン）
- ライジンオー（絶対無敵ライジンオー）
- 騎士ガンダム（SDガンダム外伝）

## システム
ここでは、本作特有のシステムや新規追加・変更されたシステムについて解説する。シリーズ共通のシステムについてはスーパーロボット大戦シリーズのシステムを参照。基本的に『UX』のシステムを踏襲しているが、よりブラッシュアップしたものを採用している。
パートナーバトルシステム
『スーパーロボット大戦K』から採用された2体のユニットを一つのパートナーユニット（PU）として編成できるシステム。今作ではPUを組んだユニットはマップ上でも表現されるようになり、ひとつのマスの左上にメインとなるユニットが大きく表示され、右下にサブのユニットが小さく表示されてPUを確認しやすくなっている。
戦術指揮
『UX』で採用されたものと同様、インターミッション画面で任意の指揮官を指定することで指揮官に応じた特殊能力を全ユニットに付加できる。今作では「タクティクスサポートポイント」（略称：TSP）を溜めることでステージ中の指揮効果が段階的に強化されるようになっている。例えば、フリット・アスノの持つ「反撃時の攻撃力上昇」はステージ開始当初は5%の強化だが、TSPが一定量溜まると10%、15%と強化される。TSPは敵を撃墜したり、ターン経過することで溜まる。
バトルレコード
本作のやり込み具合を表すPlayStationのトロフィーやXboxの実績のようなシステム。ステージクリア時に条件を満たしたレコードと「部隊ポイント」を獲得できる。詳しい条件やバトルレコードの一覧はインターミッションから閲覧できる。
部隊ポイント
ステージクリアやバトルレコードの達成などの条件で獲得できるポイント。一定量溜まると資金やスキルアイテムなどの報酬を獲得できる。
インスパイアシステム
味方ユニットに隣接することでパイロットの能力に補正が得られるシステム。どの能力に補正が得られるかは隣接するユニットにより決まっており、隣接するユニットのレベル分の能力上昇を得られる。『スーパーロボット大戦A』で採用された誰とでも発生する信頼補正を参考に考案された。

## オリジナルキャラクター
ヨウタ・ヒイラギ（柊 陽太）
声：松岡禎丞
主人公。17歳。快活な性格の青年で日本を守るスーパーロボット軍団や地球連邦軍に尊敬の念を抱いている。突如襲撃してきたデストルークに対し、亡き父親との「家族を守る」という最後の約束を守るためファルセイバーと融合する。融合者としての適正は低く、当初はファルセイバーにも二度と融合しないと言われたが、持ち前の正義感と約束を守る信念で戦うことを決意し、次第にファルセイバーと友情で結ばれていく。
名前（ヨウタ）、および愛称はプレイヤーが任意設定できる。
ユキ・ヒイラギ（柊 結希）
声：中原麻衣
ヒロイン。推定14歳。半年前にヒイラギ家にやってきた記憶喪失の少女。記憶喪失であることを感じさせない明るくまっすぐな性格で、落ち込んでいる人を見るとマリから教えてもらった「ご飯を食べれば元気が出る」と励ます優しさも持っている。また好奇心旺盛で、特に古代文明には強い興味を持っている。「わたし、覚えた!」が口癖。
身につけていた石を大切にしているが、デストルークが襲撃してきた際にその石からファルセイバーが実体化した。当初はヨウタから守られる対象であったが、自らも戦うことを決意してファルセイバーに融合する。
その正体は境界の力を作り出した異世界人の子孫で、3万年前にミケーネとの戦いで瀕死の重傷を負ったグリッターファルセイバーから「記憶の至宝」と境界の力を託されていた。
マリ・ヒイラギ（柊 真理）
骨董屋を営むヨウタの母親。38歳。半年前にユキを連れて来て一緒に住み始める。ヨウタには秘密にしているが、実はWSOの隊員であり、ヨウタたちがブライティクスに参加してからは陰ながら支援を行う。
マコト・ヒイラギ（柊 誠）
ヨウタの父で軍人だった。享年40歳。半年前にファルセイバーと出会い、GGGと協力してデストルークと戦っていたが、GGGとパスダーとの決戦の最中に現れたデストルークの大部隊に一人立ち向かい、自らの命と引き換えにこれを撃退した。そのため最後の任務に赴く前にした約束がヨウタとの最期の会話となった。

### 敵勢力
ディボーティー
声：伊藤美紀
バルギアスに従うデストルークの女幹部。バルギアスとは同じ世界の住人。外見年齢は30代後半。かつて自らの住む星に起こった大災害からバルギアスに救われたことで、彼を信奉し、同志を集めデストルークを築き上げた。また優秀な科学者でもあり、デストルークの兵器は全て彼女により制作されている。
ジスペル
声：草尾毅
バルギアスとの決戦の最中に現れた神を自称する謎の男。バルギアス曰く「無界の存在」。
滅びの道を歩む生命を救済し、進化を促すための手段の一つとして異世界同士の戦争を起こした黒幕。境界の力により封印されていたが、ディボーティの住む星にイクリプスジェネレーターの元となったオーパーツを転移させ、未来の世界からサーバインとズワウスを地球と惑星アーストに送り込むなど世界への干渉を続けていた。
封印を解いたバルギアスを一撃で倒し、抗えない生命の終焉の未来を見せることで一時はブライティクスのメンバー達を絶望させたが、彼らの受け継がれる未来を信じる心の強さの前に敗れ去った。

## オリジナルメカ
ファルセイバー
声：てらそままさき
ヨウタ達の前に現れた謎の機動兵器。自らの意志を持っている。
過去の経緯や目的については記憶を失っているが、ユキを護らねばならないという使命だけは覚えている。デストルークの襲撃に際し、かつてのパートナーであるマコトの息子・ヨウタを新たな融合者として選び、戦いに身を投じることとなった。
融合者であるヨウタとユキの意志力とイメージによって失った戦闘能力を補完しており、精神力次第では無類の力を発揮する。
その正体は「次元の守人」と呼ばれる存在であるが、力の源である四つの至宝のうち敵を討つ「力の至宝」、使命を維持する「記憶の至宝」、動力となる「生命の至宝」を失っており、中核の「心の至宝」の力のみで実体化しているため真の力は発揮できていない。また、動力に当たる「生命の至宝」がないために融合者を必要としている。
ヨウタとユキと共に三人四脚で徐々に力を取り戻していったが、オービットベース防衛戦においてバルギアスを撃退すべく全身全霊のエリアルスパークを放ったのが仇となり、反動ダメージの超過により「心の至宝」が砕け散ったことで消滅してしまった。
武装
ペンタクルショット
左手のクリスタルにエネルギーを集約し、弾丸として放つ。
ファルブレード
腰に装着されている剣。通常は柄だけで、境界の力により刀身を形成する。当初は発動に必要な出力が足りなかったことと、ファルセイバーが存在を忘れていたことで使用されなかった。
必殺技
セイバーナックル
右手のクリスタルにエネルギーを集約させて殴りつける。
ファルブレイズ
両肩の装甲を展開、魔法陣を形成して炎の渦を発射する。
エリアルスパーク
ファルブレードに境界の力を集約して突き刺し、胸部からのビームで吹き飛ばしたところに突撃してもう一度突き刺し、横一文字に斬り捨てる。
グリッターファルセイバー
声：てらそままさき
ファルセイバーの真の姿。バルギアスとの戦いで砕け散った「心の至宝」がザ・パワーの力によって復元されたことにより復活したファルセイバーが、オウストラル島の遺跡に変化していた「生命の至宝」を得ることで力を取り戻し、ブルーヴィクターと合体することでこの姿となった。
ファルセイバーは本来この姿なのだが、過去のデストルークとの戦いで至宝のうち三つを失い本来の力が発揮できていなかった。この時代においては、力の至宝がブルーヴィクターという別の存在へと造りなおされていたため、「輝煌合体」のキーワードで合体することでこの姿となる。ブルーヴィクターの人格は「力の至宝」に宿っていたファルセイバーの残留思念をディボーティーが練り直したものであり全く別個の存在となっているため、合体しても統合されることはない（本人の推測では二度と統合されないらしい）。
ブルーヴィクターが実質的にもう一人の次元の守人としての資格を持つため、ミケーネ帝国と戦っていた当時よりもさらに強大な力を持つが、復活した時点では「記憶の至宝」が休眠しているため真の全力は発揮できていなかった。
ミケーネ帝国との戦いにおいてはゼウス神やゼノン、エルドランと共にハーデス神と戦っていたが、勝利の代償に致命傷を負ってしまった。その際、ザ・パワーの力でESウィンドウを突き抜け、過去に飛ばされていた超竜神の意志が、現代での仲間であるファルセイバーの救済を願ったことにより、本来消滅するはずだったところを、四つの至宝のうち三つを失うレベルで済んでいた。
復活した暗黒大将軍との戦いにおいて、ユキが記憶を取り戻し「記憶の至宝」が覚醒したことでかつての状態へと戻り、さらにヨウタ・ユキ・ブルーヴィクターの3人分の意志力を加えることで絶大な力を発揮するようになった。
境界の力の本体は古代人唯一の生き残りであるユキへと継承されており、現在は境界の力そのものである彼女を守護することを使命としている。
武装
グリッターキャノン
両腕に内蔵されたキャノン砲。
グリッターファルブレード
ファルブレードの真の姿。この状態では装着されておらず、使用時に転送される。
グリッターシールド
防御用の巨大な盾。本体の前面を丸ごと覆うほどのサイズがある。
グリッターメイス
グリッターファルブレードの柄を逆手に持ち、柄頭にエネルギーによる打撃部を形成して敵を粉砕する。鎖で繋がっているためフレイルとしても使用可能。
グリッターバスター
シールドを召喚して魔法陣を展開、最大出力のビームで消滅させる。
必殺技
グリッターウェーブ
胸部から放つ光線。当てた後、多数のエネルギーの剣を突き刺して立体魔法陣へ変換し、敵を拘束する。
エリアルスパーク
ファルセイバー時のものと同様。
エリアルフェアスパーク
エリアルスパークの本来の形。刀身形成までは同様だが、グリッターウェーブで敵を拘束し、そこに渾身の一撃を叩き込んで消滅させる。
ブルーヴィクター
声：置鮎龍太郎
「デストルークの守護者」を名乗り、ファルセイバーを狙う謎の機体。ファルセイバー同様自律機動兵器で、槍の投擲による射撃戦を得意とする。
長きに渡りデストルークを護ってきたと自称していたが、その正体はファルセイバーから欠落した四つの至宝の一つ「力の至宝」を核に、ディボーティーによって強引に実体化させられたかりそめの機動兵器。人格や記憶は全て造られたものであり、ストーリー中盤にそれに勘付いて離反。
だが、デストルークでの調整を欠いたために機能が限界に達しており、行き倒れていたところをジェイアークと闘士ダブルゼータに回収され、しばらくそこで修復されていたが、合体原種のコロニー襲撃を機に再出撃。直前の戦闘でファルセイバーを失ったヨウタと共鳴・融合することで命を取り戻し、次元の守護者として戦い始めることになった。
人格の元になったのは「力の至宝」たる槍に残留していたファルセイバーの思念であり、それを基にした人格と力を持つため、本来存在しないもう一人の次元の守人の資格を持つ。
ケルト神話に登場する槍・ブリューナクがモデルであり、本来は「ブリューヴィクター」と表記すべきだが、発音しにくいため現在の名前になったことがプロデューサーの宇田歩によって明かされている。
武装
力の至宝
ファルセイバーが失った至宝の一つ。槍の形をしている。
必殺技
ヴィクターショット
槍を転送して先端を展開、銃砲として連続射撃を行う。
フレイムスラスト
槍を真ん中で分割して二刀に変形、炎を纏った斬撃で斬り捨てる。
リライアブルスロウ
転送した槍を投擲し、軌道を遠隔操作して正確に敵を貫く。
エクスプローシブピアース
次元の守人となった際に編み出した大技。肩の追加装甲を離脱・接続してカタパルトとし、そこに転送した槍を接続・射出して敵を貫き破壊する。
バルギアス
声：中田譲治
デストルークの首領である機械生命体。精神年齢は40歳ほど。争いを好み、全世界の支配を目論んでいるが、その真意は、世界を裏で操る超越者・ジスペルを打ち倒し、人の手による世界を取り戻すことである。
デストルークは彼の在り様に心奪われた者たちがディボーティーを筆頭に集まり、バルギアスを王として担ぎ上げた組織であり、当人は全く興味を持っていない。
バルギアス・ドラグーン
声：中田譲治
バルギアスが境界の力を取り込み変貌した姿。体色の黒い部分が増え、頭と胸のパーツが龍の顔に変化し尻尾が生えるなど生物的なフォルムとなった。

クレセディア
ディボーティーが製作し、自ら搭乗する機動兵器。ディボーティの惑星に転移したオーパーツを改修した「イクリプスジェネレーター」を搭載しており、境界の力に類似した能力を発揮できる。
ブルーディスター
声：置鮎龍太郎
ディボーティーが造ったブルーヴィクターのコピー。多数製造されており、機械的に喋る。
セイクリフィス
デストルークの兵士が搭乗する機動兵器。ディボーティーにより作られた。生産性と耐久性に優れ、搭乗者の生還率も高い。
シンデュス
ジスペルが操る巨大戦闘用外骨格。ジスペル曰く「寄り代」。時空を制御する能力を持っており、攻撃や防御に使用する他、生物を進化させることも可能。背中の巨大な輪に取り付けられた三つの宝玉はそれぞれ「過去」「現在」「未来」を意味し、手に持った鍵によりその力を行使できる。
時計のような光背ユニットを装着し、鎧を纏った機械仕掛けの女神のような姿となっている。右腕一本、左腕は肘の部分で二本、合計三本の腕を持つ異形であり、脚部は二本足であるが足首から先が存在せず、浮遊している。右手には鍵型の剣を持っており、これを足元の空間に差し込むことで光背ユニットを操作し攻撃を行う。
また、時空制御能力を持っており生半可な攻撃は通用せず、この応用により回避能力も巨体に見合わぬ高さであり、さらに相手を問わず的確な攻撃を可能とする。
武装
錬磨の光
鍵を空間に差し込んで回し、解放した力を左手から放って敵を消滅させる。
進滅の導き
鍵を空間に差し込んで回し、力を解放。まず、光背ユニットのリングを右上のクリスタルに合わせ、標的の上下に魔法陣を展開して重圧で潰し動きを止める。次に、リングを左下のクリスタルに合わせ、錬磨の光によって追撃。最後にリングを頭上のクリスタルに合わせ、鍵をより深く差し込んで回し、天空から巨大な剣を召喚して敵を破壊する。

## プロモーション
初回封入特典レベルアップキャンペーン
5月28日から行われた参加型キャンペーン。公式サイトに設置された「気力ボタン」をクリックすることで気力ゲージが上がり、一定値を超える度に初回封入特典が豪華になるというもの。一人につき1日1回押すことができる。
気力値による解放内容は以下の通り。最終的に気力170を突破したため、すべての特典が付属した。
- 気力100：ニンテンドー3DSテーマ
- 気力120：上記＋キャンペーンマップ
- 気力140：上記2つ＋スキルパーツ
- 気力150：上記3つ＋ツメスパ
- 気力170（MAX）：上記4つ＋FCソフト『第2次スーパーロボット大戦』のニンテンドー3DS移植版のダウンロードコード

気力再充実キャンペーン
10月2日から同月19日まで行われた上記と同様のキャンペーン。今回は「Facebook シェアボタン」「Twitter RT数」「mixi イイネ！ボタン」とも連動し、気力ゲージが上がる。最終的に気力MAXとなったため、キャンペーン終了後にすべて配信された。
- 気力180：ツメスパ1つ
- 気力190：ツメスパ2つ
- 気力200（MAX）：ツメスパ3つ